# Chaenogobius
Chaenogobius – rodzaj ryb z rodziny babkowatych.

## Klasyfikacja
Gatunki zaliczane do tego rodzaju:
- Chaenogobius annularis
- Chaenogobius gulosus